# Antonio Pecoraro (politico)
Antonio Pecoraro (Palermo, 28 febbraio 1914 – 17 agosto 1999) è stato un politico italiano.

## Biografia
Docente universitario di Economia e politica agraria, impegnato in politica con la Democrazia Cristiana. 
Viene eletto alla Camera dei deputati nelle prime due legislature, restando in carica dal 1948 al 1958. Alle elezioni di tale anno diventa invece senatore, carica che ricopre per cinque legislature consecutive, fino al 1979. Tra la fine degli anni '50 e l'inizio degli anni '60 ha ricoperto anche il ruolo di sottosegretario di Stato in cinque diversi governi. 
Muore il 17 agosto 1999 all'età di 85 anni.